# Прапор Яблуневого (Лубенський район)
Пра́пор Яблуневого — офіційний символ села Яблуневе, Лубенського району Полтавської області, затверджений 26 грудня 2003 р. сесією сільської ради. 
Автор проекту прапора — А. Гречило.

## Опис
Квадратне полотнище, що складається із двох вертикальних смуг — від древка зелена (завширшки в 1/3 сторони прапора), на якій три жовті яблука з листочками, а з вільного краю — жовта, на якій синій лапчастий хрест над червоним півмісяцем, повернутим ріжками догори.

## Зміст
Для сучасних символів було використано сюжети з міської та сотенної печаток з ХVІІІ ст.